# Foussais-Payré
Foussais-Payré é uma comuna francesa na região administrativa da Pays de la Loire, no departamento de Vendéia. Estende-se por uma área de 34,42 km². Em 2010 a comuna tinha 1 177 habitantes (densidade: 34,2 hab./km²).